# Constant Joacim
Constant Joacim va ser un futbolista belga nascut el 3 de març de 1908 en Berchem, Anvers (Bèlgica), i mort el 12 de juny de 1979.

## Palmarès
- Selecció de futbol de Bèlgica des de 1931 a 1937 (11 aparicions)[2]
- Primer partit internacional: 16 de maig de 1931, en el partit Bèlgica contra Anglaterra (1-4)
- Participació en la Copa del Món d'Itàlia de 1934 (jugant el partit Bèlgica-Alemanya (2-5))